# Поле (Любуське воєводство)
Поле (пол. Pole, нім. Pohlo) — село в Польщі, у гміні Ґубін Кросненського повіту Любуського воєводства.
Населення — 176 осіб (2011).
У 1975-1998 роках село належало до Зеленогурського воєводства.

## Демографія
Демографічна структура станом на 31 березня 2011 року:
|          | Загалом | Допрацездатний вік | Працездатний вік | Постпрацездатний вік |
| -------- | ------- | ------------------ | ---------------- | -------------------- |
| Чоловіки | 95      | 22                 | 63               | 10                   |
| Жінки    | 81      | 15                 | 47               | 19                   |
| Разом    | 176     | 37                 | 110              | 29                   |